# Liste von Größenordnungen der Länge
Dies ist eine Zusammenstellung von Längen verschiedener Größenordnungen zu Vergleichszwecken. Die Angaben sind oft als „typische Werte“ zu verstehen, die gerundet sind.
Grundeinheit der Länge im internationalen Einheitensystem (SI) ist der Meter (Einheitenzeichen m). Für Entfernungen in der Astronomie werden die Astronomische Einheit (AE), das Lichtjahr (Lj) und das Parsec (pc) angewandt, wobei die AE für den Gebrauch mit dem SI zugelassen ist.

## Kürzere Längen als 1 am
weniger als 10−18 m
- 1.616e-35 m – Planck-Länge, kleinste physikalisch sinnvolle Länge

## Attometer – am
1 Attometer = 10−18 m
- 1 am – Ansprechschwelle des Gravitationswellen-Observatoriums aLIGO (Größenordnung, die Empfindlichkeit ist frequenzabhängig)

## Femtometer – fm
1 Femtometer = 10−15 m = 1000 am
- 1,7 fm – Durchmesser des Protons
- 10 fm – Durchmesser des Blei-Atomkerns

## Pikometer – pm
1 Pikometer = 10−12 m = 1000 fm
- 32 pm – Atomradius von Wasserstoff
- 100 pm = 1e-10 m = 0,1 nm = 1 Å (Ångström)
- 100 pm – Sichtbarkeitsgrenze des Elektronenmikroskops
- 265 pm – Atomradius von Caesium
- 540 pm – Ganghöhe (und Durchmesser) der Protein-α-Helix

## Nanometer – nm
1 Nanometer = 10−9 m = 1000 pm
- 2 nm – Durchmesser der DNS-Doppelhelix
- 4 nm – typische Dicke einer Lipiddoppelschicht
- 5 nm – Strukturgröße kommerzieller Mikrochips (Stand 2020[2])
- 15 nm – kleine Viren
- 55 nm – Durchmesser des Hämoglobins
- 80 nm – Durchmesser des Rötelnvirus
- 300 nm – kleinste Bakterien
- 380 bis 780 nm – Wellenlänge des sichtbaren Lichtes

## Mikrometer – μm
1 Mikrometer = 10−6 m = 1000 nm
- 1 μm – Auflösung einer hochwertigen Mikrometerschraube
- 3 μm – kleinste Plasmodien
- 7,5 μm – Durchmesser eines roten Blutkörperchens beim Menschen
- 9 μm – Kerndurchmesser Lichtwellenleiter Single Mode
- 30 μm – größter Tonerpartikeldurchmesser
- 60 μm – Länge des menschlichen Spermiums
- 80 μm – normale Dicke eines Blattes Papier
- 100 μm – Durchmesser eines menschlichen Haares
- 130 μm – Durchmesser einer menschlichen Eizelle
- 250 μm – kleinste bekannte Käferarten
- 260 μm – Pixelabstand auf einem 17-Zoll-Bildschirm mit einer Auflösung von 1280 × 1024 Pixeln.
- 700 μm – Größe des größten bekannten Bakteriums (Thiomargarita namibiensis)

## Millimeter – mm
1 Millimeter = 10−3 m = 1000 μm
- 1 mm – Körperlänge des Fadenwurms Caenorhabditis elegans, Durchmesser eines Stecknadelkopfes aus Metall
- 2,3 mm – Dicke der 1-Euro-Münze
- 3 mm – Durchmesser eines Stecknadelkopfes aus Kunststoff oder Glas
- 5 mm – Körperlänge einer Roten Waldameise
- 26 mm – Durchmesser der 2-Euro-Münze
- 54 mm × 86 mm – Scheckkartenformat
- 72 mm – Breite eines 20-Euro-Scheins
- 120 mm = 12 cm – Durchmesser einer CD
- 220 mm = 22 cm – Durchmesser eines Fußballs
- 630 mm = 63 cm – in der Architektur angenommene durchschnittliche Schrittlänge eines Menschen

## Meter – m

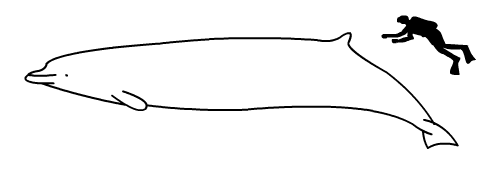

- 1,435 m – Normalspur bei der Eisenbahn
- 1,66 m – Durchschnittsgröße einer erwachsenen Frau
- 1,80 m – Durchschnittsgröße eines erwachsenen Mannes
- 2,44 m – Höhe eines Fußballtores (8 ft)
- 3,05 m – Höhe des Basketballkorbes (10 ft)
- 7,32 m – Breite eines Fußballtores (8 Yards)
- 30 m – Länge eines Blauwals
- 55 m – Höhe des schiefen Turms von Pisa
- 68 m – Breite eines Fußballfeldes im Europacup
- 105 m – Länge eines Fußballfeldes im Europacup

- 139 m – Höhe der Großen Pyramide von Gizeh
- 157 m – Höhe des Kölner Doms
- 324 m – Höhe des Eiffelturms
- 344 m – Strecke, die der Schall in einer Sekunde in Luft bei 20 °C zurücklegt (siehe Schallgeschwindigkeit)
- 368 m – Höhe des Berliner Fernsehturms
- 828 m – Höhe des Burj Khalifa, des höchsten Gebäudes und Bauwerks der Erde

## Kilometer – km
1 Kilometer = 103 m = 1000 m
- 1,28 km – Spannweite der Golden Gate Bridge zwischen den Hauptpylonen
- 5 bis 6 km – Wegstrecke, die ein guter Wanderer in der Stunde zurücklegt
- 7,9 km – längster deutscher Straßentunnel, der Rennsteigtunnel
- 8,8 km – Höhe des höchsten Berges ab Meeresspiegel, des Mount Everest

- 11 km unter dem Meeresspiegel – Challenger-Tief im Marianengraben, tiefster Punkt der Erdoberfläche
- 14 km – Breite der Straße von Gibraltar an der engsten Stelle
- 18 km – Flughöhe der Concorde
- 34 km – Breite des Ärmelkanals an der engsten Stelle
- 42 km – Laufstrecke beim Marathonlauf
- 57 km – Länge des Gotthard-Basistunnels
- 98 km – Länge des Nord-Ostsee-Kanals

- 100 km – Kármán-Linie, Beginn des Weltraums nach FAI-Definition
- 111 km – Abstand zwischen zwei Breitengraden, deren geografische Breite sich um 1° unterscheidet
- 386 km – Höhe der Umlaufbahn der Internationalen Raumstation
- 575 km – West-Ost-Erstreckung Österreichs
- 650 km – Ost-West-Erstreckung Deutschlands (Görlitz-Aachen)
- 830 km – Nord-Süd-Erstreckung Deutschlands (Sylt-Allgäu)

## Megameter – Mm (Tsd.km)
1 Megameter = 106 m = 1000 km
- 1,0 Mm (Tsd. km) – Entfernung zwischen Köln und Königsberg i. Pr., siehe auch Reichsstraße 1
- 1,23 Mm (Tsd. km) – Länge des Rheins
- 2,8 Mm (Tsd. km) – Breite des Atlantischen Ozeans (Brasilien–Westafrika)
- 2,86 Mm (Tsd. km) – Länge der Donau
- 3,47 Mm (Tsd. km) – Durchmesser des Mondes
- 3,8 Mm (Tsd. km) – Nord-Süd-Ausdehnung Europas
- 6,7 bis 7,1 Mm (Tsd. km) – Länge des Nils
- 9,3 Mm (Tsd. km) – Länge der transsibirischen Eisenbahnstrecke

- 10 Mm (Tsd. km) – Reichweite der Exosphäre

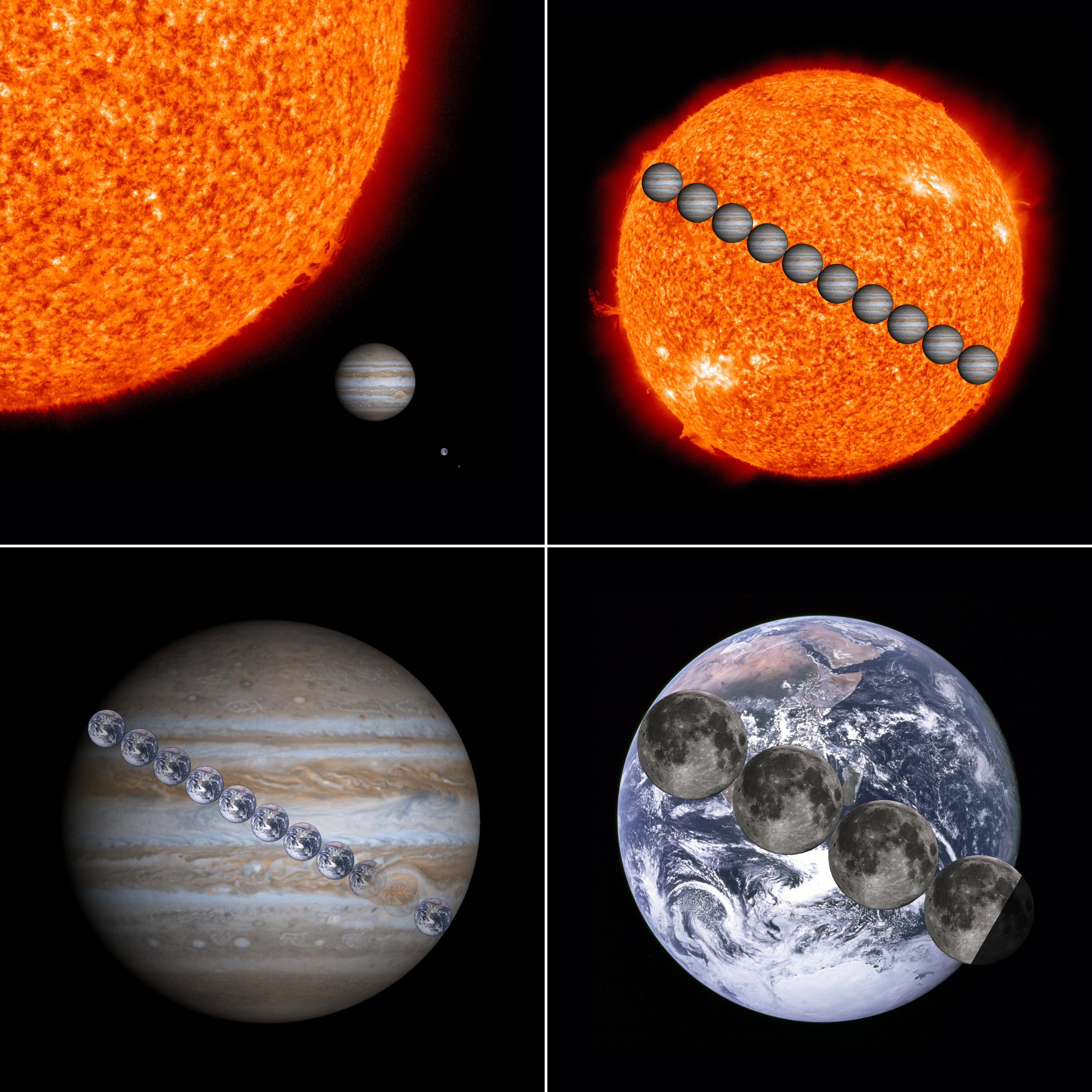
Der Durchmesser des Jupiter ist etwa eine Größenordnung (Faktor 0,10045) kleiner als die Sonne und etwa eine Größenordnung (Faktor 10,9733) größer als die Erde

- 12,8 Mm (Tsd. km) – Durchmesser der Erde am Äquator
- 20,0 Mm (Tsd. km) – Länge eines Meridians (von Pol zu Pol)
- 35,8 Mm (Tsd. km) – Höhe der geostationären Umlaufbahn

- 142,8 Mm (Tsd. km) – Durchmesser des Planeten Jupiter
- 299,792458 Mm (Tsd. km) = Lichtsekunde, Strecke, die das Licht in 1 s zurücklegt (exakt)
- 384 Mm (Tsd. km) – mittlere Entfernung des Mondes von der Erde

## Gigameter – Gm (Mio.km)
1 Gigameter = 109 m = 1000 Mm
- 1,39 Gm (Mio. km) – Durchmesser der Sonne
- 46 bis 70 Gm (Mio. km) – Abstand des sonnennächsten Planeten Merkur von der Sonne
- 149,6 Gm (Mio. km) – Astronomische Einheit (AE) – Mittlerer Abstand der Erde von der Sonne

## Terameter – Tm (Mrd.km ≈7AE)
1 Terameter = 1012 m = 1000 Gm
- 4,5 Tm (30 AE) – Mittlerer Abstand des Neptun (äußerster Planet) von der Sonne
- 18 Tm (120 AE) – Abstand zur Heliopause, Grenze zum interstellaren Raum

## Petameter – Pm (≈0,1Lj)
1 Petameter = 1015 m = 1000 Tm ≈ 0,106 Lj
- 9,46 Pm (63,2 Tsd. AE) – Lichtjahr (Lj): Strecke, die das Licht in einem Jahr zurücklegt
- 30,9 Pm (3,26 Lj) – Parsec (pc): Entfernung, aus der der Radius der Erdbahn eine Winkelsekunde ausgedehnt erscheint
- 40,2 Pm (4,25 Lj) – Entfernung zum sonnennächsten Stern Proxima Centauri

## Exameter – Em (≈100Lj)
1 Exameter = 1018 m = 1000 Pm ≈ 106 Lj ≈ 32,4 pc
- 252 Em (26,7 Tsd. Lj) – Entfernung zum Zentrum der Milchstraße (Sagittarius A*)

## Zettameter – Zm (≈100 000Lj)
1 Zettameter = 1021 m = 1000 Em ≈ 106 Tsd. Lj ≈ 32,4 kpc
- 1,9 Zm (0,2 Mio. Lj) – Durchmesser der Milchstraße
- 22 Zm (2,5 Mio. Lj) – Entfernung zur Andromeda-Galaxie

## Yottameter – Ym  (≈100Mio.Lj)
1 Yottameter =1024 m = 1000 Zm ≈ 106 Mio. Lj ≈ 32,4 Mpc
- 1,5 bis 2 Ym (150 bis 200 Mio. Lj) – Durchmesser des Virgo-Superhaufens
- 437 Ym (46,3 Mrd. Lj) – Radius des beobachtbaren Universums